# Горт (Німеччина)
Горт (нім. Hoort) — громада в Німеччині, розташована в землі Мекленбург-Передня Померанія. Входить до складу району Людвігслуст-Пархім. Складова частина об'єднання громад Гагенов-Ланд.
Площа — 22,12 км2. Населення становить 576 ос. (станом на 31 грудня 2020).